# Werther’s Original

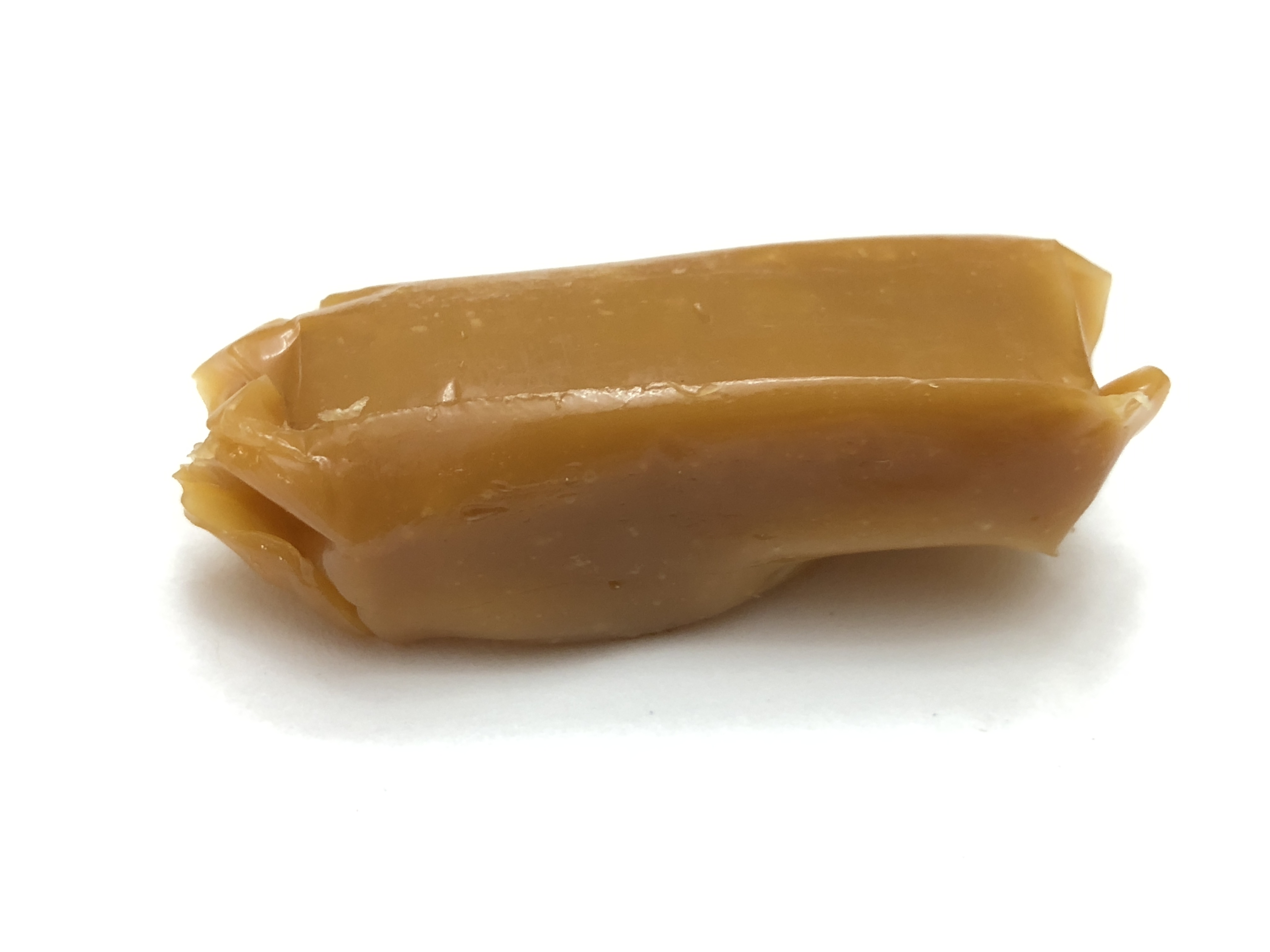
Мягкая карамель

Werther's Original (в Германии — Werther's Echte) — марка карамельных и масляных кондитерских изделий, принадлежащая немецкой компании August Storck, базирующейся в Берлине. Продукция Werther's Original популярна в Европе и Северной Америке. 

## История
Название Werther's Original бренд получил в честь города Вертер в Вестфалии, где в 1903 году была основана компания Storck. В 1969 году сладости начали продаваться под торговой маркой Werther's Echte. Торговая марка Werther's Original была принята в 1990-х годах для международного рынка. В настоящее время конфеты Werther's Original производятся в городе Халле.

## Продукция
Оригинальные Werther's Echte представляли собой карамельные леденцы.
Чуть позже появились жевательные ириски и сливочная карамель. Также выпускаются варианты с шоколадной начинкой и три варианта без сахара, в которых в качестве заменителя сахара используется изомальтит: ириски с оригинальным, кофейным и мятным вкусами.
В Соединённом Королевстве также продаётся продукт под названием «Werther's Chocolate» — тёмный и молочный шоколад с ирисовой начинкой, продающиеся в той же упаковке и обёртке, что и «Werther's Original». В Канаде и США также выпускается «Werther's Chocolate» с начинкой со вкусом зелёного яблока.

## Рекламные ролики
В известной телевизионной рекламе в Германии и Великобритании конца 1980-х годов пожилой мужчина предлагал мальчику ириски «Werther's». В ней снялся актёр Арнольд Питерс. В рекламе в США роль добросердечного старика сыграл телеактёр Роберт Роквелл. Одна из этих реклам была переведена на японский язык и транслировалась в начале 2000-х годов в Японии. Из-за отталкивающего голоса рекламный ролик Werther's Original стал интернет-мемом в Японии на таких сайтах, как 2channel и Nico Nico Douga. Одна британская реклама состояла из монтажа, в котором дедушка и внук сближаются (например, показывают животных из окна поезда). Текст песни, которая сопровождала этот ролик, заканчивался словами (на английском): «When one who loves you says to you: You're someone very special too».